# Syritta lanipes
Syritta lanipes är en tvåvingeart som beskrevs av Mario Bezzi 1921. Syritta lanipes ingår i släktet kompostblomflugor, och familjen blomflugor.
Artens utbredningsområde är Uganda. Inga underarter finns listade i Catalogue of Life.